# Mer Hajrenik
Mer Hajrenik (armenisch Մեր Հայրենիք „Unser Vaterland“) ist seit 1991 die Nationalhymne Armeniens.

## Geschichte
Der ursprüngliche Text stammt von dem bedeutenden armenischen Dichter Mikael Nalbandian (1829–1866), die Komposition von Barsegh Kanatschjan (1885–1967). Das Lied wurde erstmals von der Demokratischen Republik Armenien von 1918 bis 1920 als Nationalhymne verwendet.
Mer Hajrenik wurde am 1. Juli 1991 noch vor der Unabhängigkeit des Landes vom Obersten Sowjet der Armenischen SSR zur neuen Nationalhymne der Armenischen SSR erklärt. Sie ersetzte die Hymne der Armenischen SSR, allerdings wurde der ursprüngliche Text verändert und eine Strophe entfernt.
| Armenischer Text | Transkription | Übersetzung |
| --- | --- | --- |
| Մեր Հայրենիք, ազատ, անկախ Որ ապրել է դարե դար Յուր որդիքը արդ կանչում է Ազատ, անկախ Հայաստան։ Ահա՝ եղբայր, քեզ մի դրոշ, Որ իմ ձեռքով գործեցի Գիշերները ես քուն չեղա, Արտասուքով լվացի։ Նայիր նրան երեք գոյնով, Նվիրական մեր նշան, Թող փողփողի թշնամու դեմ, Թող միշտ պանծա Հայաստան։ Ամենայն տեղ մահը մի է Մարդ մի անգամ պիտ՚ մեռնի, Բայց երանի՚ որ յուր ազգի Ազատության կզոհվի։ | Mer Hajrenik, asat, ankach, Wor aprel e dare dar \|\|:Jur wortike ard kantschum e Asat, ankach Hajastan.:\|\| Aha yeghbajr kez mi drosch, Wor im dserkow gorzezi \|\|:Gischernere jes kun tscheghaj, Artasukow lwazi.:\|\| Najir nran jerek gujnow, Nwirakan mek nschan, \|\|:Togh poghpoghi tschnamu dem, Togh mischt pandsa Hajastan.:\|\| Amenajn tegh mahe mi e Mard mi angam pit merni, \|\|:Bajz jerani wor iur asgi Asatutjan ksohwi.:\|\| | Unser Vaterland, frei und unabhängig, Das von Jahrhundert zu Jahrhundert lebte \|\|:Seine Söhne ruft Das freie unabhängige Armenien.:\|\| Hier Bruder, eine Flagge für dich, Die ich mit meinen Händen genäht habe, \|\|:In Nächten, in denen ich nicht schlief, Habe ich sie mit Tränen gewaschen.:\|\| Sieh sie an, mit drei Farben, Ein geschenktes Symbol. \|\|:Lass sie strahlen gegen unsere Feinde. Lass Armenien stets ehrenvoll sein.:\|\| Überall ist der Tod gleich Jeder Mensch stirbt einmal \|\|:Aber glücklich ist, wer geweiht ist Der Unabhängigkeit seines Volkes.:\|\| |

## Versionen und Arrangements
Im Laufe der Zeit wurde Mer Hayrenik in verschiedenen Versionen und Arrangements aufgeführt. Bedeutende Bearbeitungen für Konzertbands und Orchester stammen von Colin Kirkpatrick und Keith Terrett und finden bei offiziellen und kulturellen Veranstaltungen Anwendung.
Der italienische Komponist und Bratschist Marco Misciagna komponierte 2018 das Werk Introduktion und Variationen über das Thema "Mer Hayrenik" für Viola solo. Das Werk wurde im Komitas Chamber Music House in Eriwan uraufgeführt und wird für seine musikalische Qualität und Ausdrucksstärke geschätzt.